# 1809年10月9日日食
1809年10月9日日食为一次在协调世界时1809年10月9日出現的日全食。該次日食食分為1.0137，食甚維持1分2秒。

## 概述
這次日食的食分是1.0137，全食維持1分2秒。

## 基本參數
- 類型：日全食
- 食甚資料：
  - 日期：1809年10月9日
  - 時間：7時38分42秒
  - 地點：55S 38E
  - 食分：1.0137
  - 日全食持續時間：1分2秒

## 外部連結
- NASA日食專頁（页面存档备份，存于）（英文）